# 10662 Peterwisse
10662 Peterwisse este un asteroid din centura principală, descoperit pe 30 septembrie 1973, de Cornelis van Houten, Ingrid van Houten și Tom Gehrels.